# ISO 14617
ISO 14617 är en standard fastställd av Internationella standardiseringsorganisationen första gången 11:e oktober 2002 med syftet att skapa ett enhetligt symbolbibliotek i enlighet med ISO 81714-1 för tekniskt bruk oavsett fält, och är därför framtaget i nära samarbete med Internationella elektrotekniska kommissionen. Standarden består av 15 delar, som är individuellt uppdaterade vid behov. Dessutom hänvisas till SS-EN ISO 10628-2:2012 Flödesscheman för kemisk och petrokemisk industri och SS-ISO 1219-1:2012/AMD 1:2016 Hydraulik och pneumatik - Grafiska symboler och kretsscheman. Samtliga delar av standarden fanns 2024 enbart tillgängliga på engelska, då SiS inte gjort någon översättning bortsett från titlarna.

## Delar
Del 1: Allmän information och register (ISO 14617-1:2005, IDT), fastställd 2005-09-02
Del 2: Symboler för allmän tillämpning (SS-ISO 14617-2), 2002-10-11
Del 3: Förbindningar och besläktade don (SS-ISO 14617-3), 2002-10-11
Del 4: Manövreringsdon och besläktade don (SS-ISO 14617-4), 2002-10-11
Del 5: Mät- och styrdon (SS-ISO 14617-5), 2002-10-11
Del 6: Mät- och styrfunktioner (SS-ISO 14617-6), 2002-10-11
Del 7: Elementära mekaniska komponenter (SS-ISO 14617-7), 2002-10-11
Del 8: Ventiler och spjäll (SS-ISO 14617-8), 2002-10-11
Del 9: Pumpar, kompressorer och fläktar (SS-ISO 14617-9), 2002-10-11
Del 10: Fluida energiomvandlare (SS-ISO 14617-10), 2002-10-11
Del 11: Don för värmeöverföring och värmemotorer (SS-ISO 14617-11), 2002-10-11
Del 12: Don för separering, rening och blandning (SS-ISO 14617-12), 2002-10-11
Del 13: Don för materialbehandling (SS-ISO 14617-13:2006), 2006-01-13
Del 14: Don för transport och materialhantering (SS-ISO 14617-14:2006), 2006-01-13
Del 15: Installationsscheman och nätkartor (SS-ISO 14617-15), 2002-12-06
Dessutom listas följande hänvisningar som del av standarden:
Hydraulik och pneumatik - Grafiska symboler och kretsscheman - Del 1: Grafiska symboler  (SS-ISO 1219-1:2012), 2012-09-18
Flödesscheman för kemisk och petrokemisk industri - Del 2: Grafiska symboler  (SS-EN ISO 10628-2:2012), 2012-12-17